# Artifact (roman)
Artifact este un roman din 1985 scris de Gregory Benford.
A apărut prima dată la editura Tor în iunie 1985. În limba română a fost tradus de Ovidiu-Gheorghe Ruța și a apărut în 2002 la Editura Pygmalion în Colecția Cyborg.
În acest roman, Gregory Benford refolosește tema catastrofică atât de folosită în anii 1950.

## Prezentare
Arheologii au descoperit în Grecia un obiect de origine extraterestră îngropat acum 3500 de ani. Un mic cub de rocă neagră a fost dezgropat într-un mormânt micenian.
Arheologii nu știu însă că acesta a fost îngropat tocmai pentru faptul că dacă ar fi rămas la suprafață ar fi putut avea efecte catastrofale pentru civilizație.

## Vezi și
- 1985 în științifico-fantastic
- Lista volumelor publicate în Colecția Cyborg